# Alberada von Buonalbergo
Alberada von Buonalbergo (auch Alverada von Buonalbergo) (* um 1035; † nach 1111) war die erste Ehefrau (um 1048) des Herzogs von Apulien und Kalabrien Robert Guiskard und die Mutter des Fürsten von Antiochia Bohemund I. von Tarent. Die Ehe wurde um 1058 geschieden.  Außerdem war sie eine Tante des normannischen Führers Girard von Buonalbergo.

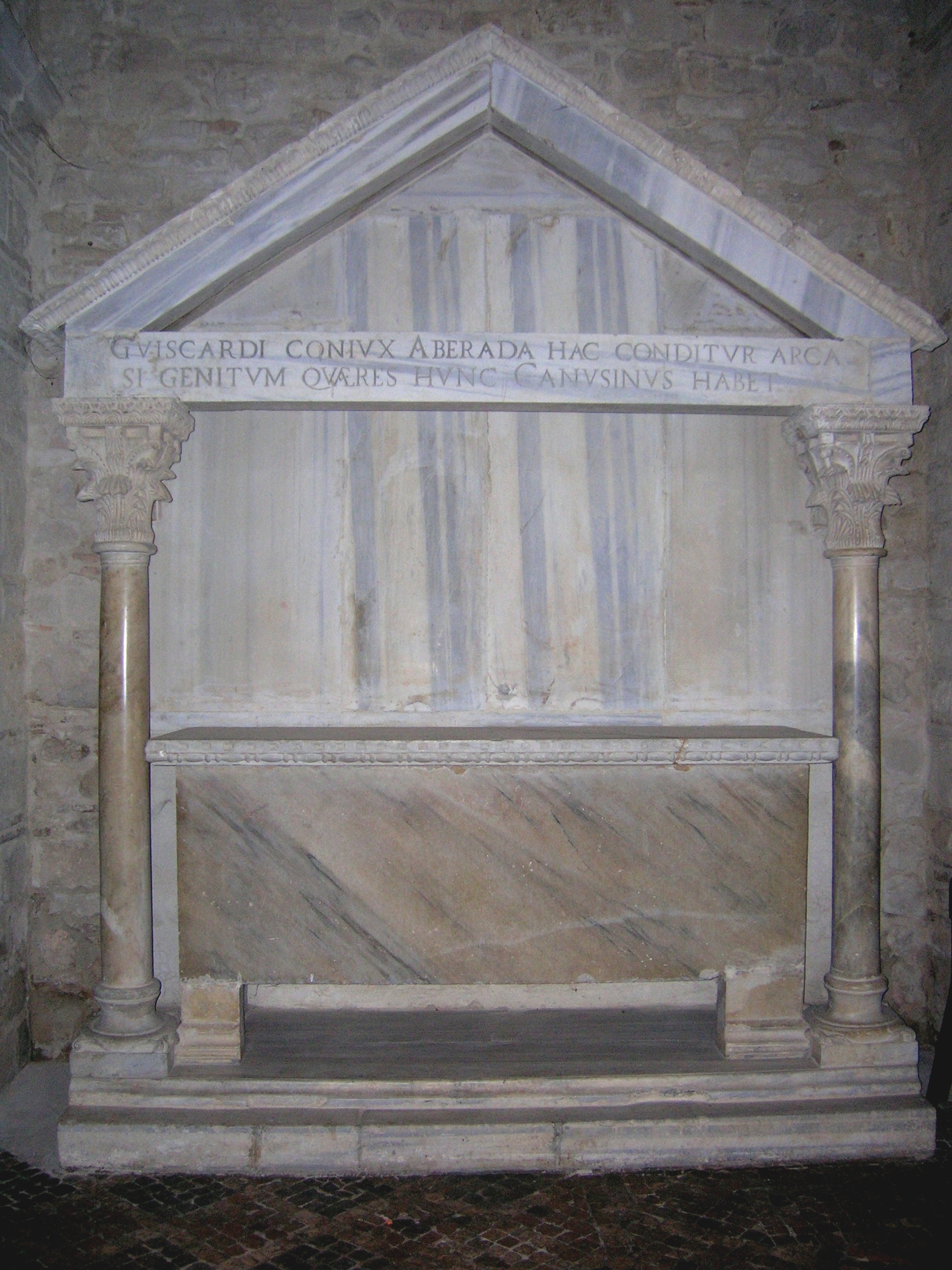
Das Grab Alberadas, Kloster SS. Trinità in Venosa

Das Grab Alberadas befindet sich in der Abtei Santissima Trinità di Venosa in Venosa, das von Robert Guiskard als Grablege des Hauses Hauteville bestimmt worden war. Im Nekrolog von Venosa ist sie nicht nachweisbar.